# آی‌بی‌ام کندور
پردازنده آی‌بی‌ام کندور (انگلیسی: IBM Condor) یک سامانه رایانش کوانتومی با ۱٬۱۲۱ کیوبیت است که توسط آی‌بی‌ام ساخته شده و در رویداد IBM Quantum Summit 2023 که در ۴ دسامبر ۲۰۲۳ برگزار شد، رونمایی شد. این پردازنده از نظر تعداد کیوبیت دومین پردازنده بزرگ کوانتومی است و با پردازنده کوانتومی ۱٬۱۲۵ کیوبیتی ساخته‌شده توسط شرکت Atom که در اکتبر ۲۰۲۳ تولید شد، رقابت می‌کند.
این پردازنده عملکردی مشابه با نسل قبلی خود، یعنی آی‌بی‌ام اوسپری دارد. آی‌بی‌ام کندور دارای تراکم کیوبیتی ۵۰٪ بیشتر نسبت به آی‌بی‌ام اوسپری است و بیش از یک مایل سیم‌کشی انعطاف‌پذیر کریوژنیک با چگالی بالا در آن به‌کار رفته است.
با این حال، این پردازنده به اندازه آی‌بی‌ام هرون که در همان رویداد رونمایی شد، سریع نیست.